# 黑白鰍
黑白鰍為輻鰭魚綱鯉形目鰍科的其中一種，為温帶淡水魚，分布於歐亞大陸從窩瓦河、頓河至阿穆爾河、中國、朝鮮半島等淡水流域，體長可達20公分，棲息在植被生長、沙石底質的溪流、湖泊底層水域，生活習性不明。

## 扩展阅读
維基物種上的相關：黑白鰍